# 龙明传
龙明传，云南西畴人，中华人民共和国政治人物。
担任文山僮族苗族自治州副州长。1954年，当选第一届全国人民代表大会代表。